# Чемпіонат Дубенського району з футболу
Чемпіонат Дубенського району з футболу — районні футбольні змагання серед аматорських команд в Дубенському районі Рівненської області. Проводяться під егідою Дубенської районної федерації футболу. Змагання проводяться у 2 лігах, у 2008 та з 2017 року чемпіонат має статус відкритого.

## Сезон 2017
Чемпіонат Дубенського району з футболу  сезону 2017 року.  Склад учасників:
Прем'єр ліга
ФК Крупець
ФК Колос (Рачин)
ФК Імпульс (Дубно)
ФК Редут Семидуби
ФК Бастіон (Дубно)
ФК Івання
ФК Підлужжя 
ФК Кристал (Дубно)
ФК Колос Козин 
ФК Плоска
ФК Привільне 
ФК Джокер (Дубно)
ФК Дружба Острожець 
ФК Іллічівець Берег
ФК Верба
Друга ліга
ФК Контра Княгинин 
ФК Штурм Варковичі
ФК Тараканів 
ФК Торфяник Студінка
ФК Темп Верба
ФК Молодаво
ФК Квітневе 
ФК Ера Мирогоща

Призові місця у підсумку виграли, 1 ліга: 
| Крупець | Рачин-Колос (Рачин) | Підлужжя |

2 ліга: 

## Сезон 2018
У сезоні 2018 року чемпіонат проводиться у 2 лігах. У першій лізі грають 12 команд, у другій 9.
Регламент
Регламент чемпіонату Дубенського району з футболу (2018 року)

Список учасників сезону 2018
1 ліга:
ФК Острожець (с.Острожець Млинівський район);
Підлужжя (с.Підлужжя);
Камаз - Агро (с.Острожець Млинівський р-н);
Верба (с.Верба);
Бастіон (Дубно);
Джокер (Дубно);
Кристал (Дубно);
Редут (с.Семидуби);
Тараканів (с.Тараканів);
Козин (с.Козин Радивилівський район);
Привільне (с.Привільне); Іллічівець (с.Берег)
2 ліга:
Івання (с.Іваннє);
Вілія - 2 (с.Смордва Млинівський район);
Темп (с.Верба); 
Квітневе (с.Квітневе)
Княгинин (с.Княгинин);
Варковичі (с.Варковичі);
Плоска (с.Плоска); 
Авангард (с.Листвин);
Шепетин (с.Шепетин).

Призові місця за підсумками сезону виграли: 1) Редут, 2) Підлужжя 3) Камаз-Агро

## Сезон 2019
У Прем'єр Лізі відкритого Чемпіонату Дубенського району брало участь 11 команд із 3 районів (Дубенського, Радивилівського та Демидівського) та міста Дубно. Чемпіоном став Колос із села Козин Радивилівського району, срібним призером Підлужжя, бронзу виборов Кристал з міста Дубно.
У ІІ лізі брало участь 10 команд (ФК Мильча знялась походу чемпіонату) із 3 районів (Дубенського, Здолбунівського, Демидівського). Переможцем стала команда із села Плоска, далі фінішували Привільне та команда із смт.Мізоч Здолбунівського району.

## Сезон 2020 року
Через коронавірус сезон вчасно не розпочався, тому було вирішено розділити найвищий дивізіон на дві групи, переможці яких зустрінуться у фіналі.
Склад Прем'єр ліги:
Група А
ФК Кристал (Дубно)
ФК Іква
ФК Іллічівець (Берег)
ФК Привільне
ФК Бастіон (Дубно)
ФК Підлужжя
Група Б
ФК Джокер (Дубно)
ФК Плоска
ФК Тараканів
ФК Колос (Козин, Радивилівський район)
ФК Камаз-Агро (Острожець, Млинівський район).

## Сезон 2021 року
Участь у розіграші сезону 2021 року взяли 16 команд, які були поділені на дві групи по шість команд, які зіграли між собою за коловою системою. Перші три команди з кожної групи вийшли у фінальний раунд, де розіграли призові місця. 
З групи А до фінального раунду вийшли Підлужжя (Підлужжя), Іваннє (Іваннє) та Мізоч (Мізоч, Рівненський район). З групи Б, відповідно, Стир (Демидівка), Хрінники        (Хрінники) та Камаз-Агро (Острожець). 
Чемпіоном стало Підлужжя, друге місце зайняв Стир, третє - Хрінники, наступні місця зайняли Іваннє, Мізоч та Камаз-Агро.

## Сезон 2022 року
Через повномасштабне вторгнення росії майже до закінчення літа не було зрозуміло чи будуть проведені змагання.

## Усі чемпіони та призери
| Сезон | Чемпіон                                              | 2 місце              | 3 місце                     |
| 1982  | управління меліорації осушувальних систем (Дубно)    |                      |                             |
| 1983  | селянська спілка «Привільне» (Привільне)             |                      |                             |
| 1984  | Зоря (Сатиїв)                                        |                      |                             |
| 1985  | Зірка (Дубно)                                        |                      |                             |
| 1986  | торфопідприємство смт. Смига c.Студянка ФК Торф'яник |                      |                             |
| 1987  | Зоря (Сатиїв)                                        |                      |                             |
| 1988  | селянська спілка «Привільне» (Привільне)             |                      |                             |
| 1989  | КСП Світанок (Семидуби)                              |                      |                             |
| 1990  | КСП Світанок (Семидуби)                              |                      |                             |
| 1991  | Дістен (Дубно)                                       |                      |                             |
| 1992  | Дістен (Дубно)                                       |                      |                             |
| 1993  | КСП ім. Шевченка (Підлужжя)                          |                      |                             |
| 1994  | Дістен (Дубно)                                       |                      |                             |
| 1995  | Колос (Дубно)                                        |                      |                             |
| 1996  | КСП ім. Шевченка-«Євромар» (Підлужжя)                |                      |                             |
| 1997  | Колос (Дубно)                                        |                      |                             |
| 1998  | Євромар (Підлужжя)                                   |                      |                             |
| 1999  | Промінь (Рачин)                                      |                      |                             |
| 2000  | Промінь (Рачин)                                      |                      |                             |
| 2001  | Євромар (Підлужжя)                                   |                      |                             |
| 2002  | Промінь (Рачин)                                      |                      |                             |
| 2003  | Дубнохміль (Підлужжя)                                |                      |                             |
| 2004  |                                                      |                      |                             |
| 2005  |                                                      |                      |                             |
| 2006  |                                                      |                      |                             |
| 2007  | ФК «Підлужжя»                                        | ФК «Івання»          | ФК «Смига»                  |
| 2008  | ФК «Джокер» (Дубно)                                  | ФК «Рачин»           | ФК «Козин»                  |
| 2009  | ФК «Підлужжя»                                        | ФК «Рачин»           | ФК «Джокер» (Дубно)         |
| 2010  | ФК «Джокер» (Дубно)                                  | ФК «Рачин»           | ФК «Мирогоща»               |
| 2011  | ФК «Івання»                                          | ФК «Смига»           | ФК «Джокер» (Дубно)         |
| 2012  | ФК «Джокер» (Дубно)                                  | ФК «Імпульс» (Дубно) | ФК «Кристал» (Дубно)        |
| 2013  | ФК «Івання»                                          | ФК «Смига»           | ФК «Джокер» (Дубно)         |
| 2014  | ФК «Джокер» (Дубно)                                  | ФК «Верба»           | ФК «Імпульс» (Дубно)        |
| 2015  | ФК «Імпульс» (Дубно)                                 | ФК «Джокер» (Дубно)  | ФК «Івання»                 |
| 2016  | ФК «Підлужжя»                                        | ФК «Джокер» (Дубно)  | ФК «Рачин - Колос»          |
| 2017  | ФК «Крупець»                                         | ФК «Рачин - Колос»   | ФК «Підлужжя»               |
| 2018  | ФК «Редут» (Семидуби)                                | ФК «Підлужжя»        | ФК «Камаз-Агро» (Острожець) |
| 2019  | ФК «Колос» (Козин)                                   | ФК «Підлужжя»        | ФК «Кристал» (Дубно)        |

(* таблицю складено за допомогою статті в газеті Скриня від 4.12.2003* номер 49(434) та за допомогою сайтів в інтернеті)
2 ліга
(проводиться з 2014 року)
| Сезон | Чемпіон                | 2 місце            | 3 місце                |
| 2014  | ФК «Рачин - Колос»     | ФК «Зоря» (Сатиїв) | ФК «Берег»             |
| 2015  | ФК «Шепетин»           | ФК «Берег»         | ФК «Контра» (Княгинин) |
| 2016  | ФК «Привільне»         | ФК «Гера» (Дубно)  | ФК «Редут» (Семидуби)  |
| 2017  | ФК «Тараканів»         | ФК «Верба -2 Темп» | ФК «Контра» (Княгинин) |
| 2018  | ФК «Вілія-2» (Смордва) | ФК «Плоска»        | ФК «Контра» (Княгинин) |
| 2019  | ФК «Плоска»            | ФК «Привільне»     | ФК «Мізоч»             |

## Найуспішніші клуби
З 1982 року чемпіонат Дубенського району з футболу найчастіше вигравали такі команди: ФК Підлужжя (також як КСП ім. Шевченка, КСП ім. Шевченка-Євромар, Євромар) - 8 разів, ФК Джокер (Дубно) - 4 рази.